# 7732 Ralphpass
7732 Ralphpass è un asteroide della fascia principale. Scoperto nel 1978, presenta un'orbita caratterizzata da un semiasse maggiore pari a 2,9312375 au e da un'eccentricità di 0,0937904, inclinata di 1,13206° rispetto all'eclittica.